# Trichospira
Trichospira là một chi thực vật có hoa trong họ Cúc (Asteraceae).

## Loài
Chi Trichospira gồm các loài: